# Marinosz (orvos)
Marinosz (Kr. e. 90 körül) orvos.
Személyéről mindössze Galénosz egy utalásából van tudomásunk, ő „az anatómia újjáteremtőjének” nevezte. Ugyanő említi néhány munkáját, amelyekből semmi sem maradt fenn.